# 唯一原梭螺
唯一原梭螺（学名：Cuspivolva singularis）为梭螺科的动物。舊屬原梭螺属，今屬Cuspivolva屬。

## 分佈
在中国大陆，分布于东海等海域。该物种的模式产地在浙江省温州市苍南县金乡镇以东外海。